# Tenorhorn

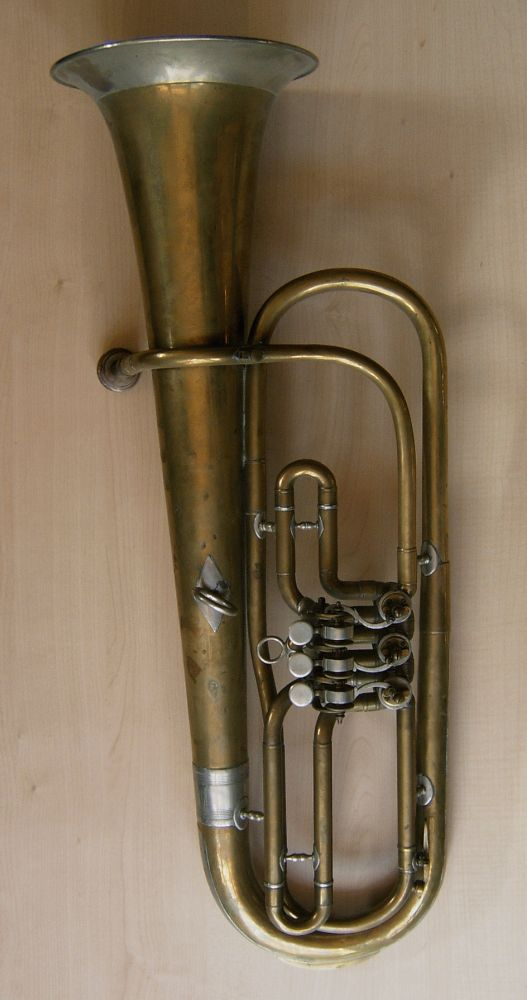
Tenorhorn in gerader (deutscher) Bauweise

Das Tenorhorn ist ein weit mensuriertes Blechblasinstrument mit drei oder vier Ventilen. Es wird mit einem Bechermundstück (ein tiefes Kesselmundstück) gespielt und gehört zur Familie der Bügelhörner. Die Grundrohrlänge des konischen Messingrohrs ist (in B-Stimmung) mit etwa 266 cm ungefähr doppelt so lang wie die des B-Flügelhorns. Gelegentlich, insbesondere in Österreich, wird das Tenorhorn auch als „Bassflügelhorn“ bezeichnet.

## Geschichte
Durch das Tenorhorn wurde eine Lücke in der Instrumentierung zwischen den tiefen Blechblasinstrumenten (Tuba) und den (tiefen) Es-Trompeten der Alt-Lage geschlossen, die sich durch das Verschwinden z. B. der Ophikleide infolge der Erfindung und Verwendung der Ventile aufgetan hatte.
Die ersten Tenorhörner wurden in den 1820er-Jahren entwickelt. Ein Vorläufer war der „Tenortrompetenbaß“ in G, 1820 von Heinrich Stölzel in Berlin gebaut, der wenig später auch „Tenorhorn“ genannt wurde. 1828 berichtet August Sundelin: „Man fängt jetzt an, bei der Kavallerie-Musik ein sogen. chromatisches Tenor-Horn mit der Tenor-Posaune zu vereinigen, oder an deren Stelle zu setzen.“ (Herbert Heyde) Von der erfolgreichen Umsetzung berichtet Ferdinand Schlotthauer in Süddeutschland 1843: „Corno Tenor di pistoni (Tenorhorn mit Maschine mit B-, A- und As-Stimmungen), unterstützt die Tenor-Posaune, wo solche bei Militärmusiken eingeführt ist, oder vertritt dieselbe ganz, indem es bei weitem nicht allein leichter als jene zu behandeln, sondern auch im Tone viel weicher und angenehmer ist.“ (Ferdinand Schlotthauer) Aus den frühen Ventilhörnern in Tenorlage entstanden drei Instrumente: Basstrompete, Ventilposaune in Tenorhornform und Tenorhorn.
Die ersten Modelle mit den von Stölzel erfundenen Ventilen besaßen wohl die Mensur einer Trompete, man kann sie daher sowohl als Tenorhorn, als auch als Tenor- bzw. Basstrompete bezeichnen. Ab etwa 1833/35 sind neben der Verwendung von Pumpenventilen weitere Mensuren festzustellen, der zylindrische Rohranteil ging im 19. Jahrhundert von anfangs 5⁄7 (≈ 71,4 %) auf 2⁄5 (= 40 %) zurück. Die engmensurierten Instrumente werden bis etwa 1855/1860 gebaut. Während die älteren Tenorhörner in Trompetenform gebaut wurden, entwickelte Giuseppe Pelitti 1835 in Mailand ein „Bombardone tenore“ (auch „Bombardino“ genannt) in Form des Bombardons. In Preußen entstand 1838 eine „Tenortuba“, die sich an den „Bombardone tenore“ anlehnte. Das ovale Tenorhorn konzipierte im Deutschen Reich zuerst Carl Wilhelm Moritz im Jahr 1875, der sich jedoch ganz an Červený anlehnte.
In den 1890er-Jahren wurden in Preußen das sogenannte „Potsdamer Modell“ mit 2⁄5 zylindrischem und 3⁄5 konischem Rohr verbindlich als Militärmodell festgelegt. Das tubaförmige bayrische Tenorhornmodell entstand etwa 1840–1850. Es war weiter mensuriert als eine Basstrompete und besaß ein weiteres Mundstück, einen größeren zylindrischen Rohranteil und eine weniger weit ausladende Stürze als ein Bassflügelhorn.
Nach 1910 ging die Anzahl der verschiedenen Formen zurück, die großen Werkstätten bauten weiter enge Modelle in Trompetenform (Basstrompete/Bassflügelhorn) sowie mittelweite bis ganz weite Tenorhörner in Tuba- oder ovaler Form. Es wurde immer mehr die weite Form des 1885 von Červený entwickelten „Kaisertenorhorns“ verwendet.
Im Riemann Musiklexikon wird das „Tenorhorn“ erstmals in der dritten Auflage 1887 als „Bugle“ (Bügelhorn) in B-Stimmung erwähnt.

## Bauformen
Man unterscheidet
- ovale Bauform („Böhmisches“ Tenorhorn)
- gerade Bauform (Tubaform; „Deutsches“ Tenorhorn)
- Trompetenform (Bassflügelhorn, Basstrompete).

Ab Mitte des 19. Jahrhunderts wird auch das von Adolphe Sax in Frankreich erfundenen „Saxhorn Baryton“ bzw. „Saxhorn Ténor“ in B als Tenorhorn bezeichnet.
Das Euphonium wird zwar häufig zur Wiedergabe von Tenorhorn-Stimmen verwendet, lässt sich aber aufgrund der weiteren Mensur eher mit dem Baritonhorn vergleichen.
In der britischen englischsprachigen Brassband-Literatur ist zuweilen auch die Bezeichnung Tenor horn zu finden; damit ist aber nicht das hier beschriebene Tenorhorn, sondern das höher gestimmte Althorn in Es gemeint, im amerikanischen Englisch Alto horn genannt. Auch in Bayern wurden B- und C-Tenorhörner bis ins 20. Jahrhundert oft als „Althorn“ bezeichnet, in Sachsen war dies eine Zeit lang Mitte des 19. Jahrhunderts der Fall.

## Klangeigenschaften
Als Mitglied der Bügelhorn-Familie weist das Tenorhorn eine konische Mensur auf, die jedoch enger ist als die des Baritonhorns (das etwa gleich lang ist), weshalb sich demgegenüber auf dem Tenorhorn höhere Naturtöne sowie leise Töne leichter erzeugen lassen. Sein Ton ist im Verhältnis zum Bariton teiltonreicher und wird somit als klanglich härter und schärfer, jedoch heller und präziser, tendierend zu dem des Waldhorns empfunden. Der Klang des Baritonhorns dagegen erscheint dem Hörer gerade in tiefen Lagen als voller, voluminöser und wärmer. Zudem sind mit ihm größere Schallpegel erzielbar. Curt Sachs beschreibt den Klang des Tenorhorns als „voll aber weich, fast posaunenartig“, Willy Schneider nennt ihn „sehr weich und modulationsfähig.“ Richard Hofmann vergleicht ihn mit dem Klang eines „Flügelhorns oder […] Cornetts in B in eine Octave tieferer Tonlage.“

## Tonumfang
Tenorhörner werden fast ausschließlich in B-Stimmung verwendet, es gibt jedoch auch Modelle in C oder (noch seltener) in A.
In der Regel wird das Tenorhorn im Gegensatz zum Bariton transponierend im Violinschlüssel (in „klingend b“) notiert, so dass es eine große None tiefer klingt als in der Notierung geschrieben.
Der Tonumfang des Tenorhorns in B reicht
- bei drei Ventilen vom E bis zum b’ (klingend) bzw. fis–c3 (in B-Notation)
- bei vier Ventilen vom Kontra-H bis b’ (klingend) bzw. cis–c3 (in B-Notation).

In beiden Fällen kann das Kontra-B als Pedalton gespielt werden.

## Musikalische Verwendung
Das Tenorhorn findet insbesondere Verwendung in Blasorchestern (Blasmusik, Militärmusik) sowie in Volksmusikensembles. Im Blasorchester ist die Stimmführung oft gleich dem 2. Flügelhorn, seltener oktaviert es das 1. Flügelhorn. Bei der böhmischen Blasmusik kommt dem Tenorhorn des Öfteren die Funktion als Oberstimme im Terzabstand zum melodieführenden Baritonhorn oder als Träger von Gegenmelodien zu. In der Militärmusik wird das Tenorhorn als „melodieführendes, ausschmückendes, begleitendes und harmoniefüllendes Instrument“ verwendet. Es entspricht damit weitgehend dem Violoncello im Sinfonieorchester und bildet mit den zwei Flügelhornstimmen und dem Bariton das blasmusikalische Äquivalent zum vierstimmigen Streichersatz. Dabei wird es zwei- bis dreifach besetzt. Dem 2. (und 3.) Tenorhorn wird dabei oft eine Begleitstimme (Nachschlag unisono mit den Hörnern) übertragen.
Durch die größer werdenden Einflüsse von Komponisten aus Benelux und dem angelsächsischen Raum auf die Blasorchesterliteratur wird das Tenorhorn und Baritonhorn zunehmend durch Euphonien verdrängt, welche über eine noch größere Mensur verfügen. Der damit einhergehende voluminösere Klang, welcher eher in Richtung der Tuben geht, unterscheidet sich aber deutlich vom schlankeren Tenorhornklang.
Üblicherweise kein Bestandteil des Sinfonieorchesters, findet es seine bedeutendste Verwendung in der klassischen Musik bei dem großen Solo zu Beginn von Mahlers 7. Sinfonie. Weiter kommt es zum Einsatz in Schostakowitschs Ballett Solotoi wek (Das goldene Zeitalter) sowie in Brians 2. Sinfonie.
Im Posaunenchor wird mit dem Tenorhorn vorrangig die 3. Stimme (Tenorstimme) besetzt. Es kommt auch zum Einsatz in Ska-Bands (z. B. Skarface). In traditioneller Balkan-Brass-Musik sind Tenorhörner üblicher als Posaunen, z. B. bei Fanfare Ciocărlia.